# Milena Govich
 (mars 2019).
Si vous disposez d'ouvrages ou d'articles de référence ou si vous connaissez des sites web de qualité traitant du thème abordé ici, merci de compléter l'article en donnant les références utiles à sa vérifiabilité et en les liant à la section « Notes et références ».
Milena Govich est une actrice américaine née le 29 octobre 1976 à Norman (Oklahoma).

## Biographie
Govich est née à Norman, Oklahoma dans la famille des professeurs de la musique. Son père, Dr. Bruce Michael Govich, qui travaillait à l'Université de l'Oklahoma est mort en 1998. Sa mère, Dr. Marilyn Green Govich enseigne à l’University of Central Oklahoma. Son père était serbe et sa mére a des origines écossaises et anglaises.
Sa tante, Milica Govich, est aussi actrice, qui a joué au Broadway, dans les films et séries télévisées.
En 1994, Milena a fini ses études à Norman High School étant valedictoriane de sa classe. Puis, elle a obtenu le double diplôme en arts de spectacle et en études pré-médicaux de l’University of Central Oklahoma, également comme valedictoriane,. Après l’université, Govich a déménagé à New York afin de poursuivre sa carrière d’actrice.

## Filmographie

### Cinéma
- 2004 : Bad Behavior (court-métrage)
- 2004 : In Love (court-métrage)
- 2009 : Sordid Things
- 2011 : A Novel Romance

### Télévision
- 2005 : New York, police judiciaire (Law and Order) (1 épisode) : Geneva
- 2005-2009 : Rescue Me : Les Héros du 11 septembre (16 épisodes) : Candy
- 2006-2007 : New York, police judiciaire : Nina Cassady (22 épisodes)
- 2006 : Conviction : Jessica Rossi
- 2006 : Love Monkey (pilote) : Gabby
- 2007 : K-Ville (Saison 1 épisodes 2, 3, 7 et 9) : Lyndsey Swann
- 2009 : Psych : Enquêteur malgré lui (Saison 3 épisode 12) : Morgan Conrad
- 2010 : The Defenders (Saison 1 épisodes 4 et 6) : Tracy Hunt
- 2011 : Body of Proof (Saison 1 épisode 5) : Mindy Harbinson
- 2012 : Championnes à tout prix (Saison 3 épisodes 5 et 8) : Regina Turner
- 2013 : Straight Out of the Closet : Rachel
- 2014 : Mentalist (Saison 6 épisode 14) : Grey Water
- 2014-2015 : Finding Carter : Lori Stevens